# Rosalía (Sängerin)

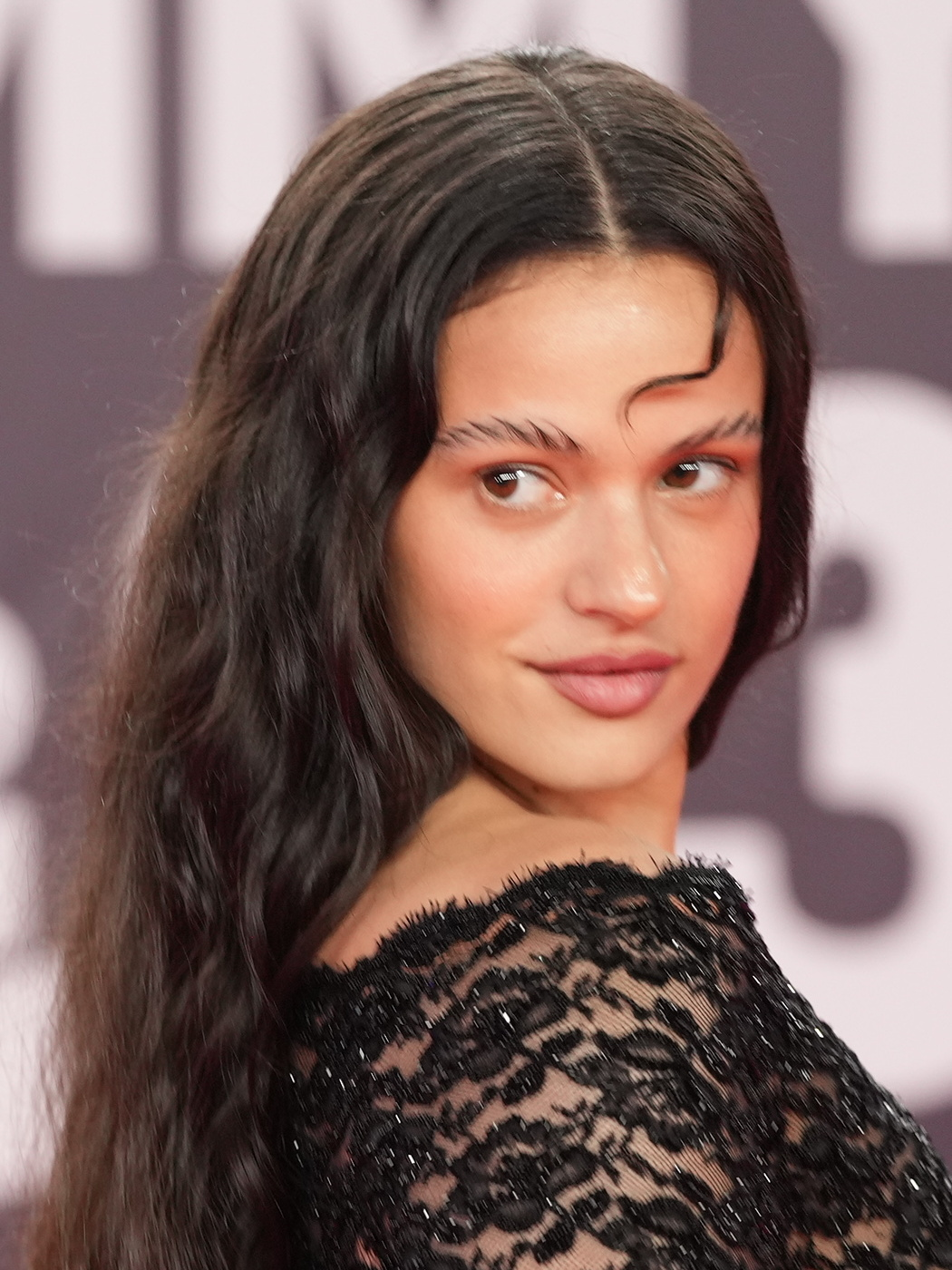
Rosalía (2023)

Rosalía Vila Tobella (* 25. September 1992 in Sant Cugat del Vallès, Barcelona), bekannt unter ihrem Vornamen Rosalía, ist eine spanische Sängerin und Songwriterin aus Katalonien. Bekannt wurde sie durch die Verbindung von Flamenco mit Popmusik. Außerdem ist sie im Bereich des Latino-Pop aktiv.

## Karriere

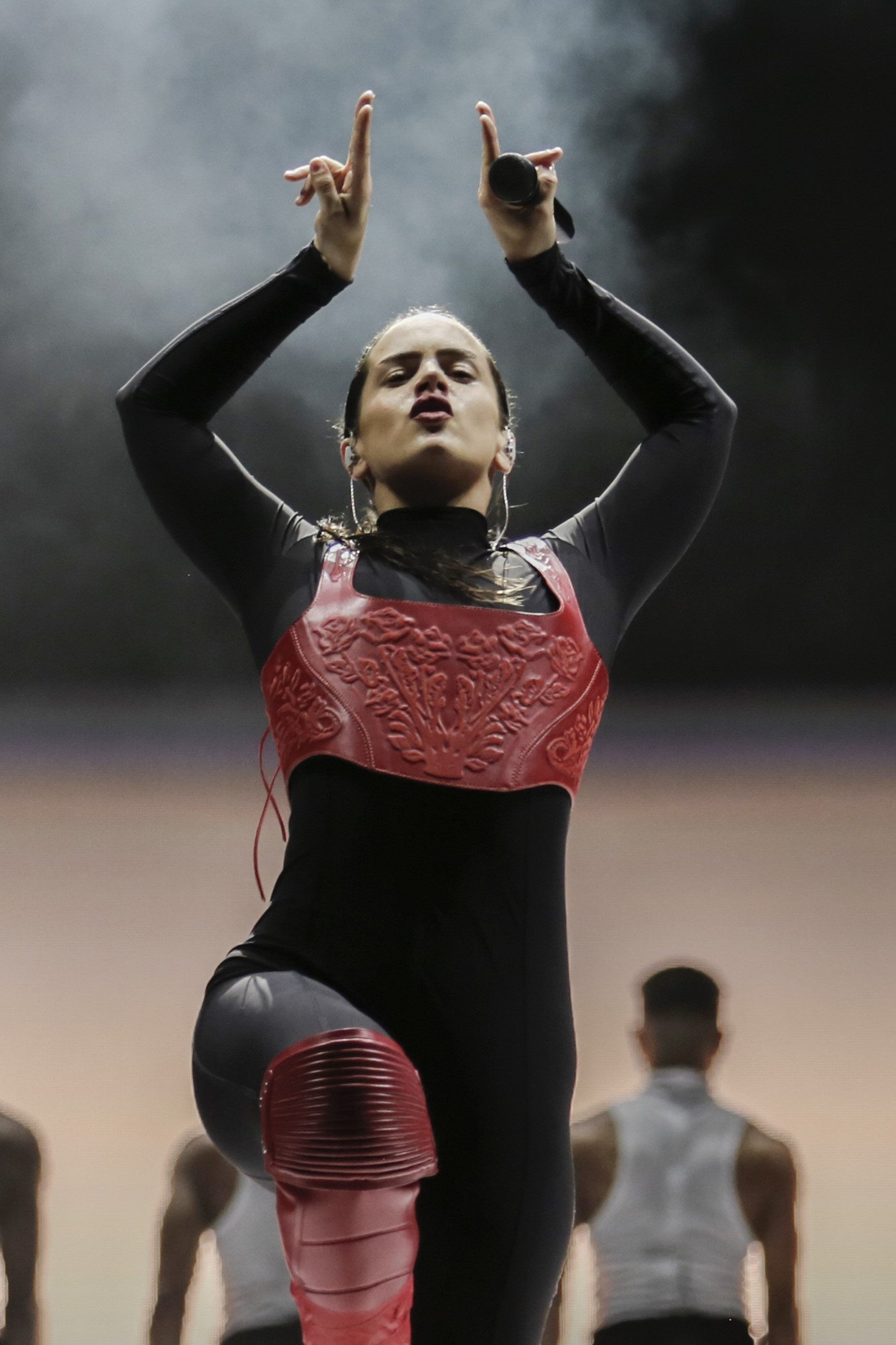
Rosalía (2023)

Im Jahr 2013 trat Rosalía mit Juan „Chicuelo“ Gómez als Duo beim Panama International Film Festival und beim Festival Grec de Barcelona auf. Im gleichen Jahr nahm sie an der Konferenz der Association of Performing Arts Professionals (APAP) in New York teil. 2014 war sie die führende Stimme beim Höhepunkt des Año Espriu im Palau de la Música Catalana. 2015 arbeitete sie mit der Theatergruppe La Fura dels Baus in einer Show, die in Singapur Premiere hatte. Sie sang im Vorprogramm des Flamencosängers Miguel Poveda beim International Music Festival in Cadaqués, ebenso 2016 beim Jerez Festival. Sie arbeitete mit Rocío Márquez an deren Album El Niño.
2016 erschien Rosalías Debütalbum Los ángeles mit Flamenco-Klassikern in neuem Gewand. Das Album stieg bis auf Platz 9 der spanischen Albumcharts.
Nach drei Singles kam 2018 das zweite Album El mal querer heraus. Die von Rosalía geschriebenen Lieder basieren auf der okzitanischen Novelle Le Roman de Flamenca aus dem 13. Jahrhundert. Zusammen mit dem Musiker El Guincho, der bei einigen Songs Koautor ist, fungierte Rosalía auch als Koproduzentin. Am 30. Mai 2018 erschien die erste ausgekoppelte Single Malamente, am 24. Juli 2018 die zweite Pienso en tu mirá. Die dazugehörigen Videos fanden in den sozialen Medien große Beachtung, wobei Malamente aber auch zum Gegenstand kontroverser Diskussionen wurde, da ihr wegen der im Video zitierten Elemente der Flamencokultur von der Gitano-Aktivistin Noelia Cortés kulturelle Aneignung vorgeworfen wurde.
Im Film Leid und Herrlichkeit des spanischen Regisseurs Pedro Almodóvar gab sie 2019 ihr Schauspieldebüt.
Am 18. März 2022 veröffentlichte Rosalía ihr drittes Studioalbum Motomami. Das bis dato experimentellste Album der Sängerin wurde zum weltweiten Erfolg; unter anderem erreichte es die Top-40-Charts in Großbritannien und den USA.
Sie war mit dem puerto-ricanischen Sänger Rauw Alejandro liiert. Mit dem gemeinsamen Song Beso (deutsch: „Kuss“) gaben sie im März 2023 ihre Verlobung bekannt. Im Juli 2023 lösten sie die Verlobung auf und trennten sich.

## Diskografie
Studioalben

| Jahr | Titel Musiklabel                      | Höchstplatzierung, Gesamtwochen, AuszeichnungChartplatzierungen (Jahr, Titel, Musiklabel, Platzierungen, Wochen, Auszeichnungen, Anmerkungen) | Höchstplatzierung, Gesamtwochen, AuszeichnungChartplatzierungen (Jahr, Titel, Musiklabel, Platzierungen, Wochen, Auszeichnungen, Anmerkungen) | Höchstplatzierung, Gesamtwochen, AuszeichnungChartplatzierungen (Jahr, Titel, Musiklabel, Platzierungen, Wochen, Auszeichnungen, Anmerkungen) | Höchstplatzierung, Gesamtwochen, AuszeichnungChartplatzierungen (Jahr, Titel, Musiklabel, Platzierungen, Wochen, Auszeichnungen, Anmerkungen) | Höchstplatzierung, Gesamtwochen, AuszeichnungChartplatzierungen (Jahr, Titel, Musiklabel, Platzierungen, Wochen, Auszeichnungen, Anmerkungen) | Höchstplatzierung, Gesamtwochen, AuszeichnungChartplatzierungen (Jahr, Titel, Musiklabel, Platzierungen, Wochen, Auszeichnungen, Anmerkungen) | Höchstplatzierung, Gesamtwochen, AuszeichnungChartplatzierungen (Jahr, Titel, Musiklabel, Platzierungen, Wochen, Auszeichnungen, Anmerkungen) | Anmerkungen                                                  |
| Jahr | Titel Musiklabel                      | DE | AT | CH | UK | US | ES | Latin | Anmerkungen                                                  |
| ---- | ------------------------------------- | --- | --- | --- | --- | --- | --- | --- | ------------------------------------------------------------ |
| 2017 | Los ángeles Universal Music (UMG)     | — | — | — | — | — | ES9 Gold · (121 Wo.)ES | — | Erstveröffentlichung: 10. Februar 2017 Verkäufe: + 20.000    |
| 2018 | El mal querer Columbia Records (Sony) | — | — | CH61 (1 Wo.)CH | — | — | ES1 ×3Dreifachplatin · (157 Wo.)ES | Latin10 (16 Wo.)Latin | Erstveröffentlichung: 2. November 2018 Verkäufe: + 2.000.000 |
| 2022 | Motomami Columbia Records (Sony)      | DE28 (3 Wo.)DE | AT18 (3 Wo.)AT | CH6 (… Wo.)CH | UK42 (1 Wo.)UK | US33 Gold · (9 Wo.)US | ES1 ×3Dreifachplatin · (… Wo.)ES | Latin3 (81 Wo.)Latin | Erstveröffentlichung: 18. März 2022 Verkäufe: + 1.050.000    |

## Auszeichnungen
Grammy Awards
- 2020: Best Latin Rock, Urban or Alternative Album (El mal querer)[11], nominiert als „Best New Artist“

Latin Grammy
- 2017: Rosalía – nominiert als „Best New Artist“
- 2018: Malamente – gewonnen in den Kategorien „Best Urban Fusion/Performance“ und „Best Alternative Song“, nominiert als „Record of the Year“, „Song of the Year“ und „Best Short Form Music Video“[2]
- 2019: Con Altura – gewonnen in der Kategorie „Best Urban Song“
- 2019: Pienso en tu mirá – gewonnen in der Kategorie „Best Pop Song“
- 2019: El mal querer – gewonnen in den Kategorien „Best Vocal Pop Album“ und „Album of the Year“
- 2019: Aute cuture – nominiert als „Record of the Year“
- 2020: Dolerme – nominiert als „Best Pop/Rock Song“
- 2020: TKN – gewonnen in der Kategorie „Best Short Form Music Video“
- 2020: Yo x ti, tú x mi – gewonnen in der Kategorie „Best Urban Song“ und „Best Urban Fusion/Performance“
- 2022: MOTOMAMI (Rosalía TikTok Live Performance) – nominiert als „Best Long Form Music Video“
- 2022: La Fama – nominiert als „Record of the Year“
- 2022: Hentai – nominiert als „Best Short Form Music Video“, „Best Alternative Song“ und „Song of the Year“
- 2022: Motomami – gewonnen in den Kategorien „Best Recording Package“, „Best Alternative Music Album“ und „Album of the Year“[12]

MTV Europe Music Awards
- 2018: Rosalía – nominiert als „Best Spanish Act“
- 2019: Con Altura – gewonnen in der Kategorie „Best Collaboration“

UK Music Video Awards
- 2018: Pienso en tu mirá – nominiert als „Best Pop Video – International“
- 2018: Malamente – nominiert als „Best Production Design in a Video“ und „Best Styling in a Video“; gewonnen in der Kategorie „Best Pop Video – International“

Weitere Auszeichnungen
- 2017 RNE Critical Eye Award for Modern Music
- Ruido de la Prensa Award for Best Spanish Disc of 2017
- 2017 Glamour Award for Artist of the Year
- Rockdelux #1 Video, #1 Album, #1 Artist of 2017
- Time Out Award for Best Album of 2017
- ABC, #1 National Record of 2017
- Ciutat de Barcelona Award, 2018
- Antonio Banderas Award der Hochschule für Schauspielkunst Málaga 2019
- Rising Star Award Billboard Women in Music 2019